# یواس‌اس ونتیا (اس‌پی-۴۳۱)
یواس‌اس ونتیا (اس‌پی-۴۳۱) (به انگلیسی: USS Venetia (SP-431)) یک کشتی بود که طول آن 226' بود. این کشتی در سال ۱۹۰۴ ساخته شد.